# Seninho
Seninho, született Arsénio Rodrigues Jardim (Sá da Bandeira, 1949. július 1. – Porto, 2020. július 4.) válogatott portugál labdarúgó, csatár.

## Pályafutása

### Klubcsapatban
1969 és 1978 között az FC Porto labdarúgója volt, ahol egy-egy bajnoki címet és kupagyőzelmet ért el a csapatban. 1978 és 1984 között az Egyesült Államokban játszott. 1978 és 1982 között a Cosmos, 1983–84-ben a Chicago Sting játékosa volt. A Cosmos-szal három, a Stingel egy bajnoki címet nyert.

### A válogatottban
1976 és 1978 között négy alkalommal szerepelt a portugál válogatottban és egy gólt szerzett.

## Sikerei, díjai
FC Porto
- Portugál bajnokság
  - bajnok: 1977–78
- Portugál kupa
  - győztes: 1977

 New York Cosmos
- Észak-amerikai bajnokság (NASL)
  - bajnok: 1978, 1980, 1982

 Chicago Sting
- Észak-amerikai bajnokság (NASL)
  - bajnok: 1984